# تفكير كبير
تفكير كبير هو منتدى إنترنت، أنشئ عام 2007، يتضمن مقابلات، مقدمات ملتيميديا، وطاولات محادثات مستديرة مع متحدثين مجالات عديدة. مفهوم تفكير كبير، الذي تم وصفه على أنه يوتيوب من الأفكار، قد طور من طرف فيكتوريا براون (مؤسسة ورئيسة تنفيذية) و بيتر هوبكينز (مؤسس ورئيس ). التقى الاثنان أثناء عملهما في بي بي إس في عرض شارلي روز عام 2006. من بين المستثمرين الأولين في المشروع كان بيتر ثيل من بايبال، توم سكوت من نانتاكت نيكتارز، المنتج التلفزيوني غاري دافيد غولدبيرغ، المستثمر الرئيسي والمجازف الرأسمالي دافيد فرانكل، و رئيس جامعة هارفارد السابق لورنس سامرز. من يوليوز 2010، شمل الموقع  مقابلات مع 3000 شخص.

## روابط خارجية
- الموقع الرسمي